# Jaman (obwód omski)
Jaman (ros. Яман) – wieś (sieło) w Rosji, w obwodzie omskim, w rejonie krutińskim. W 2021 liczyła 603 mieszkańców.